# Vinbärsknoppmal
Vinbärsknoppmal (Lampronia capitella) är en fjärilsart som först beskrevs av Carl Alexander Clerck 1759.  Vinbärsknoppmal ingår i släktet Lampronia, och familjen knoppmalar. Arten är reproducerande i Sverige.

## Bildgalleri

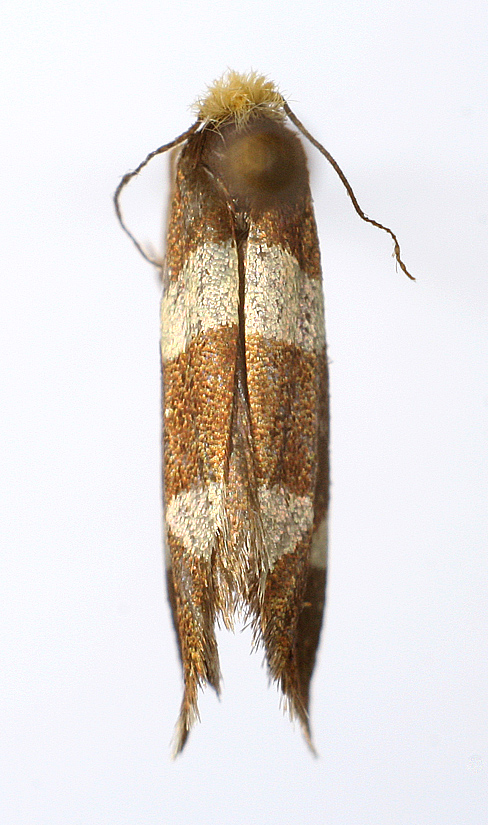
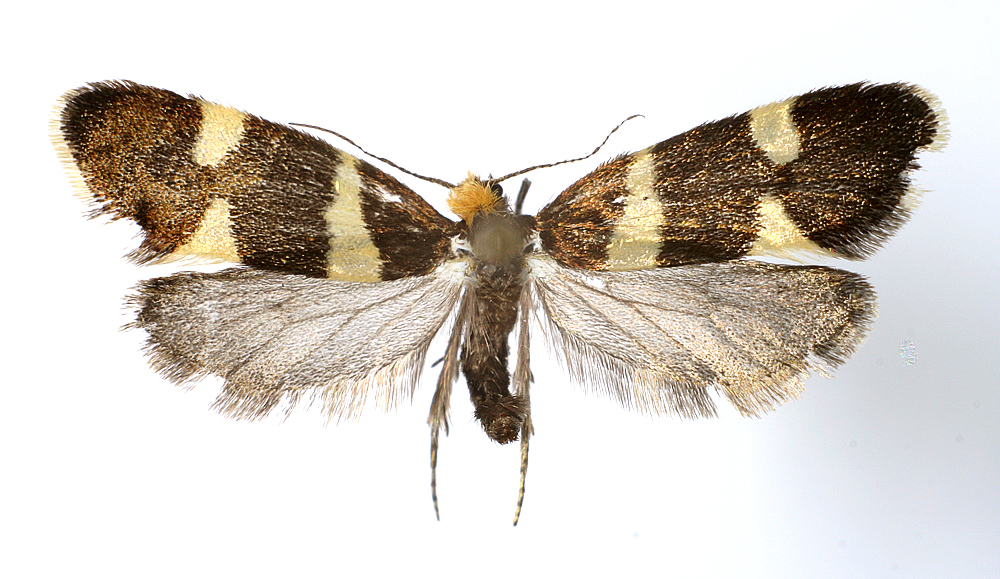